# Fin de semana salvaje
Fin de semana salvaje es el primer álbum de estudio de la banda argentina de rock alternativo Los Brujos, lanzado en 1991 por el sello Estudios Aguilar junto a Distribuidora Belgrano Norte y posteriormente reeditado por Sony Music Argentina bajo el sello Epic Records. El álbum fue grabado en mayo de 1991 en los Estudios Aguilar y tuvo invitados como Gustavo Cerati y Daniel Melero, quien se encargó de la producción artística. En el año 2007, la revista Rolling Stone de Argentina lo ubicó en el puesto 63.º de su lista de los 100 mejores álbumes del rock argentino.

## Grabación y recepción
"Grabado en un fin de semana salvaje del mes de mayo de 1991", aclara la contratapa del disco en que se imprimió ese momento bisagra de los primeros años 90, que tuvo el enérgico éxito "Kanishka" como punta de lanza. Valiéndose de una fama incendiaria, llegaron al estudio con Daniel Melero como tutor sónico para grabar "un demo de once temas" que dejó testimonio del Beatcore (entre B-52's y Dead Kennedys), un invento del guitarrista Gabriel Guerrisi. Vivi Tellas y Gustavo Cerati participaron en este álbum que es una transición entre el under de fines de los 80 y el rock alternativo de los tempranos 90. Llegó a estar situado en todas las radios del país, con su tema "Kanishka", el cual fue disco de oro en Argentina, con más de 40.000 copias vendidas. Cuenta con clásicos como "Kanishka", "Fin de semana salvaje" y "La tía Marcia". El autor de todos los temas fue el guitarrista Gabriel Guerrisi. La portada fue diseñada por Alejandro Ros, conocido por sus trabajos de portadas para bandas como Soda Stereo, Divididos, Babasónicos, entre otras. Un mito dice que Kurt Cobain, líder de Nirvana, plagió el riff de "Kanishka" en el tema "Very Ape" del último disco In Utero.

## Lista de canciones
Todas las canciones escritas y compuestas por Gabriel Guerrisi. 
| N.º   | Título                  | Duración |  |
| 1.    | «Canción del Cronopio»  | 2:41     |  |
| 2.    | «La tía Marcia»         | 2:26     |  |
| 3.    | «Kanishka»              | 2:41     |  |
| 4.    | «Embolarium»            | 2:26     |  |
| 5.    | «India»                 | 2:54     |  |
| 6.    | «Mi vestido floreado»   | 2:21     |  |
| 7.    | «Fin de semana salvaje» | 3:15     |  |
| 8.    | «Yo caí por tu amor»    | 2:51     |  |
| 9.    | «Mi papi no te quiere»  | 2:12     |  |
| 10.   | «Monseñor Leflip»       | 3:21     |  |
| 11.   | «No te dejes caer»      | 3:11     |  |
| 30:22 |                         |          |  |

## Créditos
- Petanga Ago-Go (Sergio Moreno): Cítara de los altos cielos.
- Jimmy Nelson (Quique Ilid): Sistema de pies y manos.
- El Hermoso (Fabio Rey Pastrello) : Cosmic Guitar.
- Siderdalegao (Gabriel Guerrisi): Guitarra waweada.
- Wilson R-Q (Alejandro Alaci): Gritos míticos.
- Martirio Del Corazón (Ricky Rua): Duba duba.

Invitados: 
- Vivi Tellas: Voz en "Mi vestido floreado", "Mi papi no te quiere" y "Monseñor Leflip".
- Daniel Melero: Teclados y coros.
- Gustavo Cerati: Solo de guitarra salvaje en "Fin de semana salvaje".
- Martín Menzel - Pandereta en "La tía Marcia".

## Producción
- Producción artística: Daniel Melero.
- Producción ejecutiva: Victor Ponieman.
- Mánager de estudio: Andy Nigoul.
- Técnico de grabación: Martín Menzel.
- Masterizado en: Estudios Moebio S.A.
- Diseño de cubierta: Alejandro Ros.
- Fotos: Gustavo Di Mario.